# Loutfy Boulos
Loutfy Tawadros Boulos (لطفي بولس, DMG Luṭfī Būlus; * 14. Mai 1932 in Qina; † 27. April 2015 in Kairo) war ein ägyptischer Botaniker. Seine Forschungsschwerpunkte waren die Pflanzenvielfalt und die Wirtschaftsbotanik in den Trockengebieten des Nahen Ostens und Nordafrikas. Sein botanisches Autorenkürzel lautet „Boulos“.

## Leben
Boulos ging nach seinem Bachelor-Abschluss in Chemie und Botanik (1954) und seinem Master-Abschluss (1960) in Botanik an der Universität Kairo mit Unterstützung eines UNESCO-Stipendiums an die Universität Montpellier, wo er am Institut de Botanique in Montpellier forschte und 1963 unter der Leitung von Louis Emberger zum Dr. ès Sci. promoviert wurde.
Von 1976 bis 1978 war Boulos wissenschaftlicher Mitarbeiter am Centre International de l’Elevage en Afrique in Addis Abeba, Äthiopien.
Boulos war von 1966 bis 1971 Dozent für Botanik an der Universität Tripolis in Libyen, von 1973 bis 1976 an der Universität von Jordanien in Amman, von 1978 bis 1984 am Centre National de Recherche à Dokki (Kairo), von 1978 bis 1984 an der Universität Kuwait sowie von 1984 bis 1996 an der Universität Kairo. Anschließend war er an der wissenschaftlichen Fakultät der Universität Alexandria tätig, wo er 2005 emeritiert wurde.
Boulos nahm ab 1952 an zahlreichen botanischen Expeditionen teil, die er zum Teil auch selbst organisierte. In Ägypten besuchte er den Gazastreifen, Gebel Uweinat, Gebel Elba, das Plateau Gilf el-Kebir, die Qattara-Senke und andere Regionen. Er bereiste ganz Nordafrika, den Nahen und Mittleren Osten, Äthiopien, Simbabwe, die Kanarischen Inseln, Madeira, Marokko, Jemen, Kuwait, Libyen, Tunesien, Kenia, Mali, Sudan, die Israelisch besetzten Gebiete, Jordanien, Bahrein, Zypern, Syrien, die Vereinigten Arabischen Emirate und Saudi-Arabien.  Boulos gründete die Herbarien der Universitäten Tripolis, Jordanien und Kuwait. Letzteres galt als eines der größten Herbarien auf der gesamten Arabischen Halbinsel, musste aber während der irakischen Invasion im August 1990 in den Irak verlegt werden.
Im Laufe seiner Karriere arbeitete Boulos an Projekten wie der Einführung von Nutzpflanzen in Ägypten, der Erhaltung von Wüstenhabitaten in Kuwait und war von 1990 bis 1993 Koordinator für Vorderasien im Rahmen des Projekts Zentren der Pflanzenvielfalt der IUCN. Er war Mitglied zahlreicher Arbeitsgruppen und fungierte als Berater für die Entwicklungsprogramme des Golfs von Akaba und dem Nationalpark Saint Katherine Protectorate (محمية سانت كاترين) sowie für die Nichtregierungsorganisation Environmental Quality International in Kairo, über die er an der Konzeption des Wüstenparks und der botanischen Gärten in der Oase Siwa in der westlichen Wüste Ägyptens mitwirkte.
Zusätzlich zu früheren Expeditionen in seinem Heimatland führte Boulos zwischen 1994 und 2005 botanische Untersuchungen in Ägypten für das Projekt Flora of Egypt durch. Er beschrieb zahlreiche neue Arten (laut International Plant Names Index: 151) sowie die Gattungen Taeckholmia, Babcokia und Embergeria. 1963 wirkte er an der Wiederentdeckung der Palmenart Medemia argun in der Nubischen Wüste mit, die in Ägypten bisher nur von Früchten in antiken Gräbern bekannt war.
Boulos’ Bibliographie umfasst mehr als 100 Abhandlungen und Artikel sowie 15 Bücher, darunter seine Enzyklopädie Flora of Egypt, die in vier Bänden zwischen 1999 und 2005 erschien. Zu seinen Veröffentlichungen gehören Common Weeds in Egypt (1967, mit Mohammed Nabil El Hadidi), Medicinal Plants of North Africa (1983), The Weed Flora of Egypt (1985, mit Magdy El-Gohary, überarbeitete Ausgabe 1994, mit Mohammed Nabil El Hadidi) und The Weed Flora of Kuwait (1988, mit Magdy El-Gohary).
Boulos war Gründungsmitglied der Egyptian Botanical Society, der Association for Tropical Biology and Conservation und der Organization for the Phyto-Taxonomic Investigation of the Mediterranean Area (OPTIMA). Er trat 1961 der International Association for Plant Taxonomy und 1962 der Association pour l’étude taxonomique de la flore d’Afrique tropicale (AETFAT) bei.
Boulos starb im April 2015 an einem Magengeschwür. Er war Witwer und Vater von zwei Söhnen.

## Dedikationsnamen und Ehrungen
Nach Boulos sind die Arten Atractylis boulosii Täckholm, Crocus boulosii Greuter, Fagonia boulosii Hadidi und Zygophyllum boulosii (Hosny) M. Hall benannt. 1974 wurde er Fellow und 2005 ausländisches Mitglied der Linnean Society of London. Außerdem war er Ehrenmitglied der Al-Bayrunia-Gesellschaft in Rabat, Marokko.